# 哈林鎮區 (密歇根州)
哈林鎮區（英語：Harlin Township）是位於美國密歇根州韋克斯福德縣的一個特設鎮區。

## 地方資料
哈林鎮區的面積為84.90平方千米，當中陸地面積為83.81平方千米，而水域面積為1.09平方千米。根據2020年美國人口普查的數據，當地共有人口3556人，而人口密度為每平方千米41.88人。